# Алън Наваро
Алън Наваро (на английски: Alan Navarro) е английски футболист, полузащитник, играе в за отбора от Втора Лига – Милтън Кийнс Донс, последвайки мениджъра Пол Инс от Макълсфийлд Таун през сезон 2007 – 08.
Преди това е футболист на северозападните английски отбори на Ливърпул, Крю Александра, Транмиър Роувърс, Честър Сити, Акрингтън Стейнли и ФК Макълсфийлд Таун.